# Bithja Menzel
Bithja Menzel (* 23. Februar 1993 in Kaltenkirchen) ist eine deutsche Politikerin (Bündnis 90/Die Grünen). Sie ist seit 2023 Mitglied der Bremischen Bürgerschaft.

## Leben
Menzel legte das Abitur an der Bismarckschule in Elmshorn ab. Anschließend studierte sie Politik- und Kommunikationswissenschaften an der Universität Rostock. Sie schloss das Studium 2016 mit dem Bachelor of Arts ab. Daraufhin studierte sie Komplexes Entscheiden an der Universität Bremen. Sie schloss das Studium 2018 mit dem Master of Arts ab. Von 2018 bis zu ihrem Einzug in die Bürgerschaft 2023 war sie für ecolo – Agentur für Ökologie und Kommunikation in Bremen tätig.

## Politik
Menzel ist Mitglied bei Bündnis 90/Die Grünen. Von 2019 bis 2023 war sie Mitglied im Beirat des Bremer Stadtteils Neustadt.
Bei der Bürgerschaftswahl in Bremen 2023 trat Menzel auf Listenplatz 6 ihrer Partei im Wahlbereich Bremen an und zog in die Bürgerschaft ein.